# ابراهیم حبوری
ابراهیم بن زید حَبوری (۱۶۶۵–۱۷۰۸م) تاریخ‌نگار، ادیب و زندگی‌نامه‌نویس یمنی بود. اللآلی و المرجان فی ذکر جماعة من الأعیان، مآثر الآباء و الأجداد، حدائث المنثور، الکواکب الزهریه از آثار اوست.